# Order Wolności i Niepodległości
Order Wolności i Niepodległości (kor. 자유독립훈장) – jedno z najwyższych północnokoreańskich odznaczeń. Dzieli się na dwie klasy.
Order I klasy nadaje się dowódcom brygad, dywizji i wyższych związków wojskowych za męstwo i odwagę i za pomyślne przeprowadzenie operacji wojskowych, oraz dowódcom grup i jednostek partyzanckich. Order II klasy nadaje się dowódcom pułków, batalionów, kompanii, pododdziałów partyzanckich i fachowcom cywilnym zatrudnionym w gospodarce i przemyśle pracującym na rzecz wojska.